# Джеймс Стірлінг
Джеймс Стірлінг (англ. James Stirling; травень 1692 — 5 грудня 1770) — шотландський математик.

## Життєпис

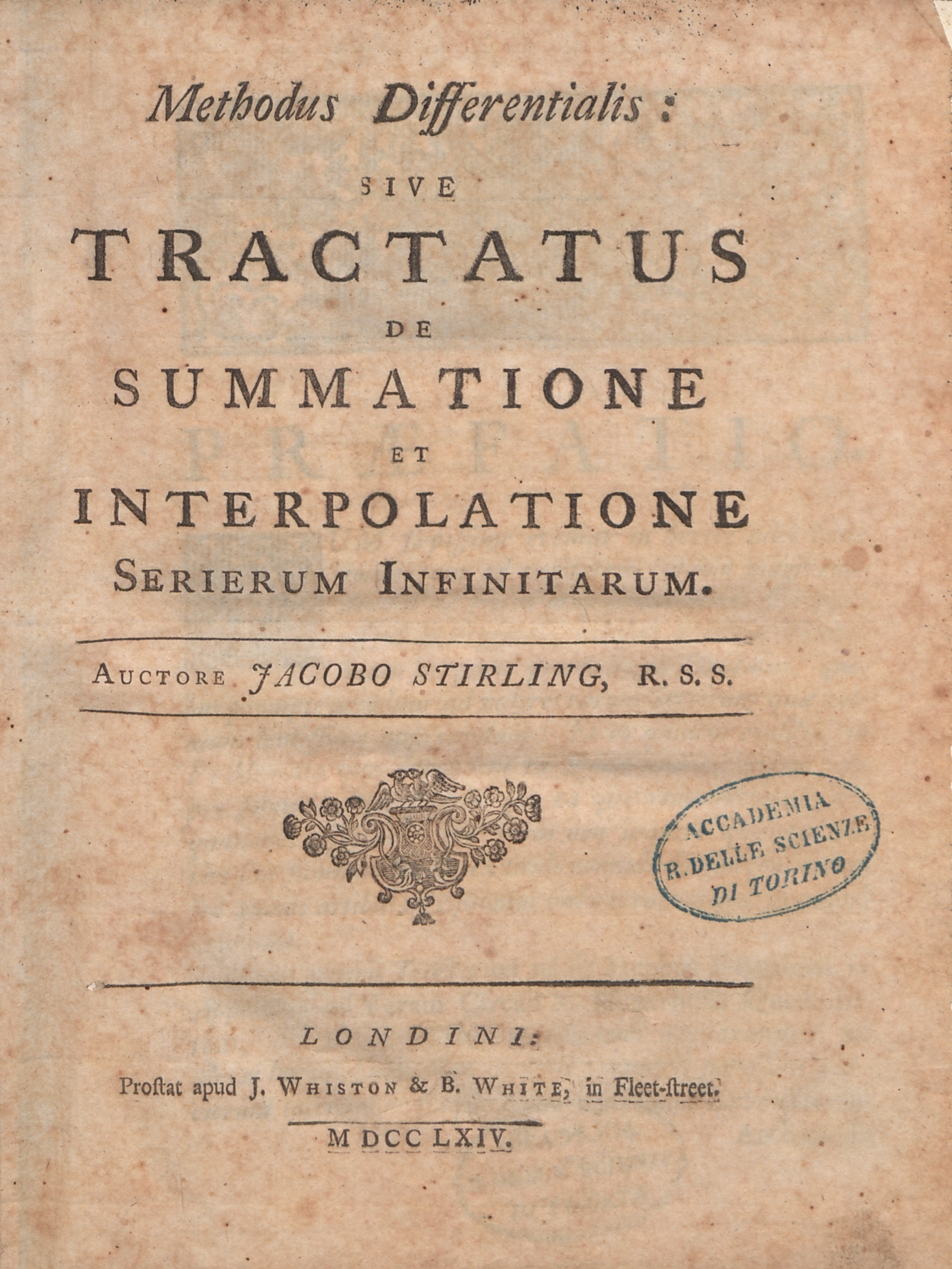
Methodus differentialis, 1764

Джеймс Стірлінг народився в неспокійний час. Чотирма роками раніше був повалений король Яків II, він же Яків VII Шотландський. У 1707 році Шотландія була приєднана до Англії. Коли Джеймсу було близько 17 років, його батько був арештований як якобіт (прихильник поваленого монарха) і звинувачений в державній зраді. На щастя, суд його виправдав. Заколоти якобитів продовжувалися ще довгий час.
Освіту здобув у Балліол Коледжі у Оксфорді, потім, ймовірно, в Глазго. Отримати диплом йому завадило, що при цьому треба було неодмінно принести присягу англійській королеві; Стірлінг категорично відмовився робити це. Тепер уже загроза арешту нависнула над ним самим. Стірлінг виїжджає до Італії, де живе до 1722 року.
У Італії починається наукова діяльність Стірлінга. Він публікує роботу «Ньютонівські криві третього порядку», де вивчає алгебраїчні криві 3-го степеня, вже досліджені Ньютоном. Стірлінг виявив 4 нових типи цих кривих, не відмічених великим аналітиком. У цій же роботі доведена низка теорем, висловлених Ньютоном без доказу, вивчаються крива швидкого спуску і ланцюгова лінія, розв'язана задача Лейбніца про ортогональні траєкторії. Стірлінг з'ясував, що алгебраїчна крива n-го порядку визначається своїми n(n+3)/2 точками.
Зав'язує листування з Ньютоном, висилає йому екземпляр статті, просить допомоги в працевлаштуванні на батьківщині. Ньютон у листі у відповідь, привітному і доброзичливому, обіцяє своє сприяння. Ще до кінця 1717 року Ньютон публікує вищезгадану роботу Стірлінга, а незабаром і ще одну: «Ньютонів метод різниць».
В 1724 році Стірлінг приїжджає до Лондона, працює викладачем. Веде активні математичні дослідження. 1726 за рекомендацією Ньютона, даною ним незадовго до смерті, Стірлінг вибраний членом Королівського товариства. 1730 опублікована головна праця Стірлінга, «Диференціальні методи» (Methodus Differentialis).
Це один з перших змістовних підручників з математичному аналізу, що висловлює крім основ аналізу чимало особистих відкриттів Стірлінга. Серед тем книги: нескінченні ряди, їхні підсумовування і прискорення збіжності, теорія інтеграції (квадратура), інтерполяція, властивості гамма-функції, асимптотичні представлення. Одне з таких представллень, дещо перетворене де Муавром, відомо зараз як формула Стірлінга.
Деякі деталі досліджень Стірлінга можна почерпнути з його листування з де Муавром, Ейлером і Крамером.
В 1733 році виходить ще одна важлива праця Стірлінга: «Дванадцять пропозицій про фігуру Землі».
В 1735 році Стірлінг повертається до Шотландії, куди запрошений управляти гірською компанією. Адміністративна робота добре йому дається і добре оплачується, але вільного часу практично немає. Єдина опублікована його робота за цей період стосується проблем шахтної вентиляції. На цій посаді він залишався до кінця життя.
В 1745 році стався новий заколот якобитів, невдалий, але кровопролитний. Військові знегоди зводять в могилу Маклорена, і Стірлінга запрошують зайняти його кафедру в Единбурзі, але неприховані симпатії Стірлінга до бунтівників зривають справу.
В 1746 році вибраний членом Берлінської Академії.
Стірлінг помер в1770 році.
На честь його названі числа Стірлінга і формула Стірлінга.

## Об'єкти, названі на честь Стірлінга
- Числа Стірлінга першого роду
- Числа Стірлінга другого роду
- Формула Стірлінґа.

- 30445 Стірлінг — астероїд, названий на честь математика[12].